# Cis (geslacht)
Cis is een geslacht van kevers, en het typegeslacht van de familie van de houtzwamkevers (Ciidae). De wetenschappelijke naam werd in 1796 gepubliceerd door Pierre André Latreille.
Soorten uit de familie Ciidae zijn klein (lengte 1 tot 7 mm) en leven in steeltjeszwammen die op bomen groeien, uit de orde Polyporales of Hymenochaetales. Cis is het soortenrijkste geslacht uit deze familie met ongeveer 370 soorten. De kevers leven in en van de zwammen; ze planten zich erin voort en verlaten ze enkel om zich te verspreiden. Het komt regelmatig voor dat men twee of meer Cis-soorten en andere Ciidae in eenzelfde zwam aantreft.
Sommige soorten zijn monofaag en leven van een bepaalde zwammensoort; bijvoorbeeld Cis nitidus die enkel voorkomt in de dikrandtonderzwam (Ganoderma adspersum). Andere soorten zijn oligofaag of polyfaag; Cis bilamellatus bijvoorbeeld kan leven van vele soorten steeltjeszwammen. De typesoort van het geslacht, het gewoon boomzwamkevertje (Cis boleti) komt vrij algemeen voor in Europa, en koloniseert bij voorkeur zwammen van het geslacht Trametes (waaronder het gewoon elfenbankje) dat vooral op rottend hout groeit). De zwammen zetten vluchtige organische stoffen vrij zoals alcoholen en ketonen; de belangrijkste is 1-octeen-3-ol en deze stof blijkt de kevers aan te trekken.

## Soorten
- C. abyssinicus Guérin-Méneville, 1847
- C. acritus Lawrence, 1971
- C. adamsoni Blair, 1931
- C. adelaidae Blackburn, 1888
- C. afer Fahraeus, 1871
- C. agaricinus Drapiez, 1819
- C. agariconae Zimmerman, 1942
- C. aldabranus Scott, 1926
- C. alienus Sharp, 1879
- C. alluaudi Pic, 1916
- C. americanus Mannerheim, 1852
- C. angustiformis Perkins, 1900
- C. angustus Hatch, 1962
- C. anthracinus Broun, 1880
- C. arbustensis Zimmerman, 1938
- C. argentinus (Pic, 1916)
- C. aristhaeus Reitter, 1908
- C. armiger Blair, 1940
- C. asiaticus Lawrence, 1991
- C. asperrimus Broun, 1880
- C. atromaculatus Pic, 1916
- C. aurasiacus Peyerimhoff, 1919
- C. aureopubens Pic, 1922
- C. aurosericeus Reitter, 1887
- C. australis Blackburn, 1888
- C. baeri Pic, 1940
- C. biacutus Reitter, 1908
- C. biarmatus Mannerheim, 1852
- C. bicolor Sharp, 1879
- C. bidentatus (Olivier, 1790)
- C. bifasciatus Reitter, 1877
- C. bilamellatus Wood, 1884
- C. bimaculatus Germain, 1855
- C. bimucronatus Motschulsky, 1851
- C. bipartitus Jacquelin du Val, 1857
- C. biramosus Steinheil, 1872
- C. biroi (Pic, 1956)
- C. bisbidens Gorham, 1883
- C. biscutatus Fauvel, 1904
- C. bisetiger Chûjô, 1939
- C. bisetosus Blair, 1935
- C. bismarckensis Chûjô, 1966
- C. bison (Reitter, 1878)
- C. bituberculatus Gorham, 1886
- C. bituberculosus Roubal, 1937
- C. boettgeri (Reitter, 1880)
- C. boleti (Scopoli, 1763) – Gewoon boomzwamkevertje
- C. bonariensis Steinheil, 1874
- C. boxi Pic, 1930
- C. brevehirsutus (Pic, 1922)
- C. breviformis Perkins, 1900
- C. brevipennis Nakane & Nobuchi, 1955
- C. bubalus Reitter, 1878
- C. cacuminum Scott, 1926
- C. caffer Fahraeus, 1981
- C. calidus Sharp, 1885
- C. campoi Brèthes, 1924
- C. capensis Mellié, 1849
- C. capricornis Kawanabe, 1997
- C. castaneus Mellié, 1849
- C. castlei (Dury, 1917)
- C. cavifrons Blair, 1940
- C. cayensis Lawrence, 1971
- C. cedri Peyerimhoff, 1915
- C. cervus Blair, 1940
- C. cheesmanae Blair, 1927
- C. chilensis Germain, 1855
- C. chinensis Lawrence, 1991
- C. chloroticus Sharp, 1885
- C. chujoi Miyatake, 1982
- C. ciliatus Pic, 1929
- C. clarki Blair, 1940
- C. clavicorne Baudi, 1873
- C. cognatissimus Perkins, 1900
- C. compressicornis (Fairmaire, 1881)
- C. comptus Gyllenhal, 1827
- C. congestus Casey, 1898
- C. contendens Walker, 1858
- C. convexus Mellié, 1849
- C. coriaceus Baudi a Selve, 1873
- C. coriarius Motschulsky, 1863
- C. corioli (Peyerimhoff, 1915)
- C. cornelli Lawrence, 1971
- C. cornuticeps Broun, 1880
- C. cornutus Blatchley, 1910
- C. corticinus Gorham, 1883
- C. creberrimus Mellié, 1849
- C. crenatus Sahlberg, 1836
- C. cribrellus Fauvel, 1904
- C. crinitus Lawrence, 1971
- C. cucullatus Wollaston, 1865
- C. curtepubens Pic, 1940
- C. delagoensis Pic, 1916
- C. delicatulus (Jacquelin du Val, 1857)
- C. dentatus Mellié, 1849
- C. diabolicus (Reitter, 1878)
- C. diadematus Mellié, 1849
- C. diminutivus Sharp, 1879
- C. discoidalis Pic, 1922
- C. discolor Lawrence, 1971
- C. distanticornis Pic, 1922
- C. donckieri Pic, 1916
- C. dracaenae Perkins, 1931
- C. dufaui Pic, 1922
- C. dunedinensis Leng, 1918
- C. duplex Casey, 1898
- C. eichelbaumi Reitter, 1908
- C. elongatus (Montrouzier, 1861)
- C. emarginatus Mellié, 1849
- C. eminenticollis Nobuchi, 1955
- C. ephippiatus Mannerheim, 1853
- C. erinaceus Roubal, 1933
- C. espinosai Brèthes, 1923
- C. evanescens Sharp, 1879
- C. fagi Waltl, 1839
- C. fallax Perkins, 1900
- C. familiaris Gistel, 1857
- C. fasciatus Gorham, 1883
- C. fasciculosus Champion, 1922
- C. felicitas Scott, 1926
- C. fernandezianus Lesne, 1924
- C. festivulus Lawrence, 1971
- C. festivus (Panzer, 1793)
- C. fijianus Blair, 1944
- C. fissicollis Mellié, 1849
- C. fissicornis Mellié, 1849
- C. fiuzai Almeida & Lopes-Andrade, 2004
- C. flavitarsis Broun, 1880
- C. flavonotatus Pic, 1956
- C. floridae Dury, 1917
- C. friebi Roubal, 1933
- C. fukudai Chûjô, 1940
- C. fulgens Broun, 1895
- C. fultoni Broun, 1886
- C. fulvipes Mellié, 1849
- C. fuscipes Mellié, 1849
- C. gardneri Pic, 1937
- C. giganteus Pic, 1934
- C. glabratus Mellié, 1849
- C. glabriusculus Reitter, 1908
- C. gladiator Flach, 1882
- C. gounellei Pic, 1916
- C. graecus Schilsky in Küster, 1901
- C. granarius Mellié, 1849
- C. grandicornis (Pic, 1917)
- C. gravipennis Perkins, 1931
- C. grossus Mellié, 1849
- C. guamae Zimmerman, 1942
- C. Guérinii Mellié, 1849
- C. gumiercostai Almeida & Lopes-Andrade, 2004
- C. haleakalae Perkins, 1900
- C. hanseni Strand, 1965
- C. hebridarum Blair, 1941
- C. hieroglyphicus Reitter, 1877
- C. hirsutus Casey, 1898
- C. hirtellus Jacquelin Du Val, 1857
- C. hispidus (Paykull, 1798)
- C. horridulus Casey, 1898
- C. huachucae Dury, 1917
- C. hystriculus Casey, 1898
- C. illustris Broun, 1880
- C. incanus Rey, 1892
- C. indica Motschulsky, 1851
- C. indicus Pic, 1916
- C. insignis Scott, 1926
- C. insulicola Dalla Torre, 1911
- C. interpunctatus Mellié, 1849
- C. jacquemartii Mellié, 1849
- C. japonicus Nobuchi, 1955
- C. jezoensis Nobuchi, 1960
- C. judaeus Reitter, 1902
- C. kauaiensis Perkins, 1900
- C. kawanabei Lopes-Andrade, 2002
- C. konoi Chûjô, 1940
- C. krausi Dalla Torre, 1911

- C. laeticulus Sharp, 1879
- C. laevigatus Kawanabe, 1997
- C. laminatus Mellié, 1849
- C. laminicollis Blair, 1940
- C. laphami Zimmerman, 1941
- C. lederi Reitter, 1879
- C. lemoulti Pic, 1923
- C. leoi Lopes-Andrade, Gumier-Costa & Zacaro, 2003
- C. levettei (Casey, 1898)
- C. libanicus Abeille de Perrin, 1874
- C. lineatocribratus Mellié, 1849
- C. lineatosetosus (Pool, 1917)
- C. lineatulus Reitter, 1902
- C. lineicollis Broun, 1880
- C. litteratus Fauvel, 1904
- C. lobipes Broun, 1985
- C. longepilosus (Pic, 1922)
- C. longipennis Sharp, 1885
- C. longipilis Pic, 1930
- C. maculatus Chûjô, 1939
- C. madecassus Pic, 1916
- C. madurensis Pic, 1916
- C. mahensis Scott, 1926
- C. manchuricus Chûjô, 1940
- C. maritimus (Hatch, 1962)
- C. marquesanus Blair, 1927
- C. maurus Peyerimhoff, 1915
- C. megastictus Lawrence, 1971
- C. melliei Coquerel, 1849
- C. micans (Fabricius, 1792)
- C. micros Fauvel, 1904
- C. mikagensis Nobuchi & Wada, 1955
- C. miles (Casey, 1898)
- C. mimus Perkins, 1900
- C. minimus (Montrouzier, 1861)
- C. minutus Bayford, 1931
- C. mirabilis Perkins, 1900
- C. molokaiensis Perkins, 1900
- C. montevagus Zimmerman, 1938
- C. morikawai Miyatake, 1954
- C. multidentatus (Pic, 1917)
- C. muriceus Mellié, 1849
- C. murinus Mellié, 1849
- C. mutabilis Reitter, 1908
- C. nasicornis Reitter, 1878
- C. neoguineensis Pic, 1956
- C. nesiotes Perkins, 1900
- C. niedhauki Lawrence, 1971
- C. nigrofasciatus Blackburn, 1885
- C. nigrorugosus Schilsky in Küster, 1901
- C. nikkoensis Nobuchi, 1960
- C. nipponicus Chûjô, 1940
- C. nitidus (Fabricius, 1792)
- C. notatus Fauvel, 1904
- C. nudipennis Perkins, 1931
- C. obesulus Broun, 1886
- C. obscuripennis Pic, 1922
- C. obsoletus (Reitter, 1880)
- C. olivieri Mellié, 1849
- C. orius Kompantsev, 1996
- C. pacificus Sharp, 1879
- C. palawanus Chûjô, 1966
- C. pallidus Mellié, 1849
- C. parallelus Scott, 1926
- C. paritii Perkins, 1933
- C. perpinguis Broun, 1880
- C. piciceps Broun, 1886
- C. picicollis Broun, 1883
- C. picturatus Broun, 1886
- C. pilosus Gorham, 1883
- C. pistoria Casey, 1898
- C. platensis (Brethes, 1922)
- C. polypori Chûjô, 1939
- C. polysticti Chûjô, 1939
- C. porcatus Sharp, 1879
- C. porcellus Fauvel, 1904
- C. praslinensis Scott, 1926
- C. pseudosphindus Reitter, 1908
- C. pumilio Baudi a Selve, 1873
- C. punctatissimus Pic, 1916
- C. puncticollis Wollaston, 1860
- C. punctifer Mellié, 1849
- C. punctulatus Gyllenhal, 1827
- C. pusillus Gorham, 1898
- C. pygmaeus (Marsham, 1802)
- C. quadricornis Klug, 1834
- C. quadridens Mellié, 1849
- C. quadridentatus (Dury, 1917)
- C. quadridentulus Perris, 1874
- C. ragusai Roubal, 1916
- C. rapaae Zimmerman, 1938
- C. recurvatus Broun, 1883
- C. reitteri Lopes-Andrade, 2002
- C. retithorax Scott, 1926
- C. rhinoceros Blair, 1941
- C. robiniophilus Lawrence, 1971
- C. robustithorax Pic, 1915
- C. robustus Pic, 1916
- C. roridus Sharp, 1885
- C. rotundicollis Blair, 1941
- C. rotundulus Lawrence, 1971
- C. rufescens (Pic, 1922)
- C. rufithorax Pic, 1916
- C. rufocastaneus Nakane & Nobuchi, 1955
- C. rufulus Broun, 1880
- C. rufus Germain, 1855
- C. rugosus Blair, 1941
- C. sasajii Kawanabe, 2001
- C. sasakawai Nobuchi, 1960
- C. satoi Kawanabe, 2007
- C. savaiiensis Blair, 1928
- C. schwenkei Abdullah, 1974
- C. sellatus Blair, 1940
- C. semipallidus Pic, 1916
- C. septembris (Gistel, 1857)
- C. seriatocribratus Reitter, 1913
- C. seriatopilosus Motschulsky, 1860
- C. seriatulus Kiesenwetter, 1879
- C. sericeus Mellié, 1849
- C. setarius Sharp, 1885
- C. setifer (Gorham, 1883)
- C. setiferus Blackburn, 1888
- C. shikokuensis Miyatake, 1954
- C. signatus Sharp, 1879
- C. sikorai Pic, 1916
- C. silvicola Scott, 1926
- C. simulator Perkins, 1900
- C. sinensis (Pic, 1917)
- C. sinicus Pic, 1954
- C. solomonensis Blair, 1944
- C. steinheili Reitter, 1878
- C. stereophilus Lawrence, 1971
- C. stevensoniae Scott, 1926
- C. striatopunctatus Steinheil, 1872
- C. striatulus Mellié, 1849
- C. striolatus Casey, 1898
- C. subfuscus Gorham, 1886
- C. subrobustus Miyatake, 1955
- C. subseriatus Pic, 1916
- C. subsquamosus Scott, 1926
- C. subtilis Mellié, 1849
- C. sumatrensis (Pic, 1916)
- C. superbus Kraus, 1908
- C. tabidus Sharp, 1879
- C. tahitiensis Zimmerman, 1938
- C. taiwanus Chûjô, 1939
- C. tasmanicus Blair, 1940
- C. tauriensis Królik, 2002
- C. taurus (Reitter, 1878)
- C. testaceimembris (Pic, 1916)
- C. testaceus Fahraeus, 1871
- C. tetracentrum Gorham, 1886
- C. thomsoni Dalla Torre, 1911
- C. tomentosus Mellié, 1849
- C. tricornis (Gorham, 1883)
- C. tridentatus Mannerheim, 1852
- C. tristis Mellié, 1849
- C. tutuilensis Blair, 1928
- C. uapouae Zimmerman, 1938
- C. unicus Perkins, 1900
- C. ursulinus Casey, 1898
- C. usambarinus Reitter, 1908
- C. ustulatus Mellié, 1849
- C. vagrans Perkins, 1926
- C. validithorax Pic, 1916
- C. versicolor Casey, 1898
- C. vestitus Mellié, 1849
- C. victoriensis Blackburn, 1891
- C. villosulus (Marsham, 1802)
- C. viridiflavus Broun, 1883
- C. vitulus Mannerheim, 1843
- C. walkeri Blair, 1940
- C. yamamotoi Kawanabe, 1997
- C. zeelandicus Reitter, 1880